# Proserpina
Proserpina, numită și Libera, cunoscută în mitologia greacă ca Persefona, era la romani zeița lumii morților și fiica zeiței agrare Ceres.

## Mitul
Odată, în timp ce culegea flori la marginea unui câmp împreună cu Diana și Minerva, pământul s-a deschis și a înghițit-o pe Proserpina. Îndurerată, zeița Ceres a cutreierat pământul în lung și-n lat în căutarea fiicei sale. În cele din urmă a aflat că Proserpina a fost răpită cu buna știre a lui Jupiter, de către unchiul ei, Pluton care era îndrăgostit de ea și luat-o cu el în împărăția umbrelor. Pluto știa că Ceres, mama Proserpinei, se împotrivea ca fiica ei să-i devină soție. Deși Ceres îl convinge în cele din urmă pe Jupiter să-i înapoieze fiica, Proserpina nu se mai poate întoarce pe pământ. Ea apucase să mănânce un sâmbure de rodie și se legase în felul acesta o dată pentru totdeauna de lăcașul umbrelor. Ulterior, ea devine soția lui Pluton și stăpâna Infernului. Proserpina primește încuviințarea de a petrece jumătate din an alături de Ceres, urmând ca cealaltă jumătate să o petreacă alături de soțul ei. Proserpina devine zeița prosperității și a primăverii.